# Esteban Gutiérrez
Esteban Manuel Gutiérrez Gutiérrez (Monterrey, Mexikó, 1991. augusztus 5. –) mexikói autóversenyző. 2012-ben a GP2-ben versenyzett, ahol a Lotus GP pilótája volt, mellette a Formula–1-es Sauber Motorsport teszt- és tartalék pilótája volt.
2008-ban megnyerte a Formula BMW európai bajnoki címét, ő lett a legfiatalabb mexikói, aki megnyerte ezt a címet, mindössze 17 évesen. 2010-ben megnyerte az újonnan indult GP3-at, majd 2012-ben a 3. helyen végzett a GP2-ben.
2013-ban és 2014-ben a Sauber F1 versenyzője volt, majd egy év szünet után, 2016-ban a Haas-Ferrari csapatánál állt rajthoz. Jelenleg a Mercedes fejlesztőpilótája.

## Pályafutása

### Gokart
2004-ben a mexikói Rotax Max Challenge-nél kezdte pályafutását, amikor 3 versenyen részt vett. 2005-ben ismét itt versenyzett, a South Bend, Indiana-n 3. helyen végzett, amivel jogosultságot szerzett a Malajziában megrendezett World Finalsba, ahol 22. helyen végzett mechanikus problémák miatt.
2006-ban mind az öt versenyt megnyerte a mexikói Camkart Challenge, majd tovább versenyzett a Rotax Max Challenge-ben, ahol 4. lett.

### Formula BMW

#### 2007
2007-ben feljebb lépett és a Formula-BMW Amerikai sorozatában vett részt, ahol a 2. helyen végzett az összetett bajnokságban. 4 győzelmet, 8 dobogót, 9 pole-pozíciót és 3 leggyorsabb kört szerzett, amiért Rookie of the Year díjjal jutalmazták, annak ellenére, hogy csak 2. lett 87 ponttal, a bajnok Daniel Morad mögött.
Gutiérrez versenyzett a Formula-BMW World Finalban, ahol az utolsó, 25. helyen végzett.

#### 2008

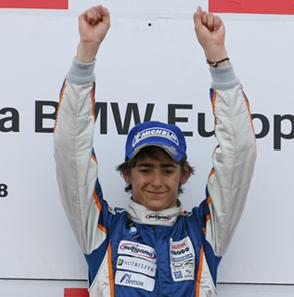
Gutiérrez a Formula BMW európai bajnoki címét ünnepelve

2008-ban a Formula-BMW európai sorozatában versenyzett, ahol a német és az angol bajnokság egyesült. A bajnokságot megnyerte 26 pontot vert a rivális Marco Wittmannra. Hét győzelmet szerzett a szezon során, ebből hatot egymást követően, ezenkívül még ötször volt dobogós. 16 verseny alatt egyszer volt kénytelen feladni a versenyt, egyszer pedig nem szerzett pontot. A szezon folyamán 353 pontot gyűjtött össze.
Mexikóvárosban a World Finalon 3. helyen végzett, előtte végzett Alexander Rossi és Michael Christensen.

### Formula–3 Euroseries
2009-ben lépett be a Formula–3 Euroseriesbe, ahol az ART Grand Prix csapatánál versenyzett. Jules Bianchi, Valtteri Bottas és Adrien Tambay voltak a szezon során a csapattársai. 9. helyen végzett összetettben, volt két dobogós helyezése a Nürburgringen, valamint Dijon-Prenoisban. 26 ponttal zárt, ezzel a nemzetek kupáján Mexikó a 6. helyen végzett.

### GP3
2010-ben a GP3-as szériában képviselte magát az ART Grand Prix csapat autójában. Pedro Nunes és Alexander Rossi voltak a csapattársai. Az első versenyhétvégén két 3. hellyel kezdett, majd Istanbul Parkban megnyerte első versenyét a sorozatban. Valenciában pole-ból nyerte meg a futamot, majd ezt megismételte Silverstone-ban és Monzában. 16 versenyből 5-öt megnyert, összesen 9-szer ért el dobogós pozíciót és csak a Monzában megrendezett sprint futamon nem ért célba. Első évében a GP3-as bajnokságot megnyerte 88 ponttal.

### GP2

#### 2009
Gutiérrezt az ART Grand Prix hívta először, hogy teszteljen a GP2-ben. 2009. október 6-án ülhetett autóba először Spanyolországban a jerezi pályán. A délelőtt folyamán a 11. legjobb időt érte el, majd délután már a 6. helyen végzett több mint, fél másodperccel lemaradva a leggyorsabb Jules Bianchitól, aki szintén az ART autóját vezette. Harmadik legjobb újonc volt a teszten. November 10-én újra tesztelhetett, de ekkor már a Telmex Arden International autóját vezette Franciaországban a Paul Richard nevezetű versenypályán. Délelőtt 10. lett, míg délután 11. helyen végzett. November 12-én vissza hívták tesztelni, ahol délelőtt a 7., míg délután a 11. helyen végzett.

#### 2010
2010 végén, miután megnyerte a GP3-at az ART Grand Prix csapatával a 2011-es GP2-szezonra aláírt a GP2-be. Egész novemberben részt vett Abu-Dzabiban a vizsgákon. November 23-án délelőtt 6., míg délután a 2. lett. Második napon délelőtt és délután is az 5. helyen végzett. November 27-én folytatódott a tesztsorozat. Délelőtt az 5. legjobb időt, míg délután már csak a 24. időt autózta. Az összesített eredmény alapján pedig a 17. legjobb időt autózta, míg egész napot nézve ő tette meg a legtöbb kört, szám szerint 62-t. Negyedik nap ismét délelőtt az 5. legjobb idő volt az övé, de délutánra visszaesett a 24. helyre, összesítve pedig a 16. lett.

#### 2011
Miután 2010 végén aláírt az ART Grand Prixhez, utána nevet váltott a csapat és Lotus ART lett 2011-től. Csapattársa lett Jules Bianchi a GP2-ben és a GP2 Asia Series-ben is egyaránt. A 2011-es GP2 Asia Seriesben a 11. helyen végzett, miután a 4. helyen végzett Imolában a sprint futamon. A GP2-ben a 7. versenyén a valenciai pályán szerezte meg első pontjait, miután a 7. helyen végzett, majd a sprint futamot megnyerte és a leggyorsabb kör is az ő nevéhez fűződik.
Összetett 13. helyen végzett a bajnokságban. A Hungaroringen a második helyen végzett a sprint futamon. 2012-ben is marad a csapat pilótája. A Lotus ART Lotus által több támogatást kap a közel jövőben és partneri viszonyba kerültek James Calado-val.
Gutiérrez részt vett a GP2 fináléjában november 12-én. Az első edzésen fél másodperccel gyorsabb volt mint a következő vetélytársa. A 8. helyről kellett volna rajtolnia, de mivel Stefano Colettivel való ütközése során sérült a hátsó szárnya, így a boxban apróbb módosításokat kellett végre hajtani az autón. A 8. helyen végzett az összetett bajnokságban.

#### 2012

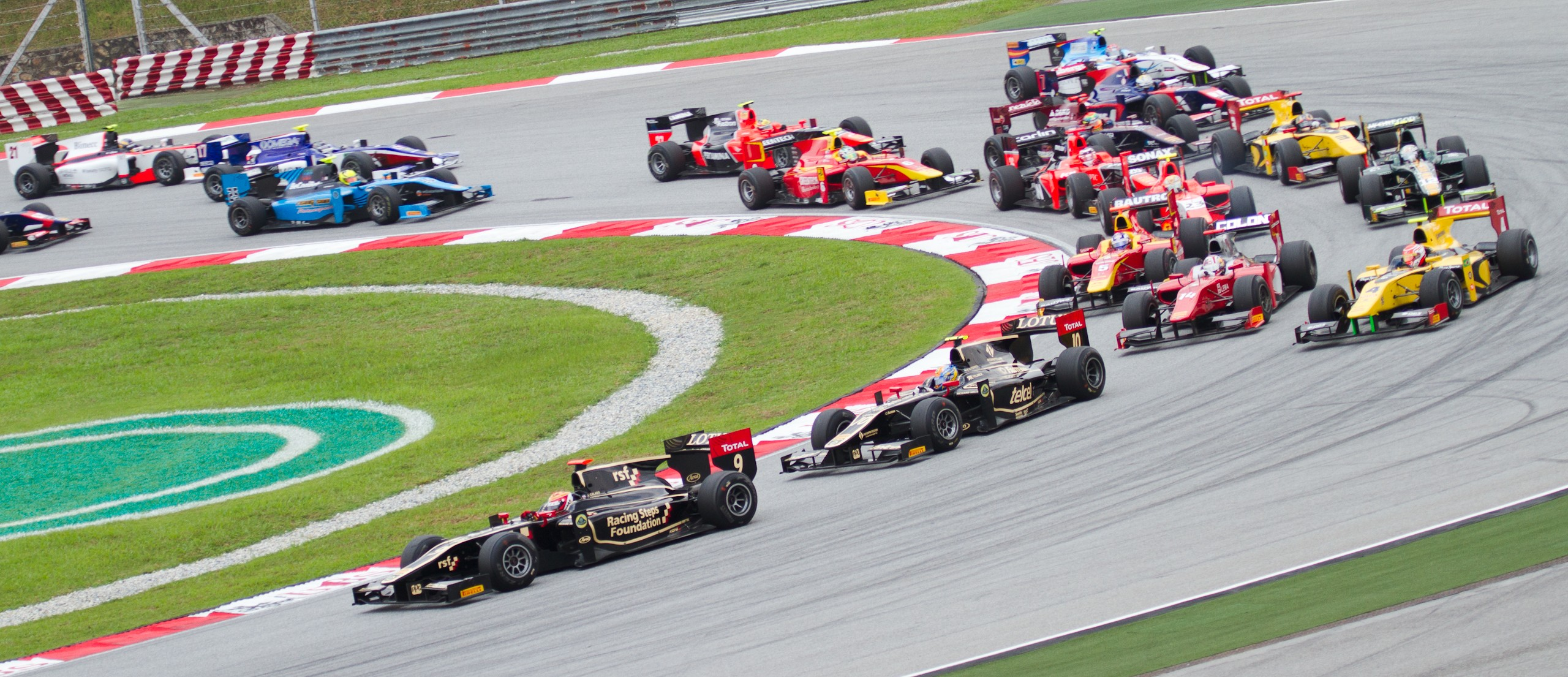
Gutiérrez harcol Caladóval az 1. helyért Malajziában a sprint futamon

A szezont rögtön dupla pontszerzéssel kezdte meg Malajziában, ahol a 2. helyen ért célba a sprint versenyen. Ezután egy harmadik, valamint egy második helyett ért el Bahrainben. A következő versenyhétvégét ugyanitt rendezték meg, ahol a Lotus ART vezetősége úgy döntött, hogy a gumiabroncs kímélése szempontjából az edzés második szakaszában álljon ki, így a 14. helyről vághatott neki a versenynek. Eltérő körülmények között, végül a 10. helyen ért célba, majd a sprint versenyen a dobogóról lecsúszva a 4. helyen intették le. A Katalán versenyhétvégén ismét kettős pontszerzésnek örülhetett a csapattal együtt, valamint a 10. és a 7. hely megszerzése mellett az első versenyen a leggyorsabb kör is a nevéhez kapcsolódik.
Monacóban a verseny utolsó köreiben a 8. helyről kényszerült kiállni új orrkúpért, majd néhány kör múlva visszahívták a boxba, így a 23. helyre minősítették, mivel a verseny 90%-át teljesítette. A sprint verseny jobban sikeredet számára mint az előző. Az első körben 10 autó is ütközött, ami lehetővé tette számára hogy a 23. helyről a 12. helyig ugorjon előre. Egyre gyorsabb lett a versenyen, aminek köszönhetően a 8. helyen fejezte be a futamot.
Valenciában büntetést kapott az időmérő edzésen. A rajtot követően sikerült a 3. helyig felverekednie magát, majd a biztonsági autó bejövetele után sikerült megtartania a pozícióját. James Calado új szett gumikért való box kiállása során a 2. helyen volt, amikor Fabio Leimer kiesése után az élre állt és megnyerte a futamot, csakúgy mint a tavalyi szezonban. A sprint versenyen neki ment Marcus Ericsson hátuljának, majd magával sodorta Stefano Colettit, valamint Davide Valsecchit, első kiesése volt a szezon során.
Silverstone-ban ismét sikerült futamot nyernie, amivel közelebb került a riválisaihoz. Az első pozíciót Fabio Leimertől örökölte meg a 4. helyről. A következő versenyre 10 helyes rajtbüntetést kapott amiért balesetet okozott. A Hockenheimringen a 12. rajthelyet autózta, de mivel Silverstone rajtbüntetést kapott így a 22. helyról rajtolhatott el. A száradó pályán sok pozíciót javított, majd az utolsó körben sikerült megelőznie Ericcsont, így a 10. helyen végzett. A sprint futamon az 5. helyett szerezte meg. Magyarországon vezette is a versenyt, de miután kerékcserén volt a boxba sok időt elvesztett és a 8. helyen fejezte be az első versenyt. A sprint futamon Nathanaël Berthon előtt 3,5 másodperccel, míg Luiz Razia előtt 12 másodperccel vezetett. A szezon során ez volt a harmadik győzelme, amivel megerősítette az összetett harmadik helyét.
Belgiumban a szezon során a legrosszabb versenyhétvégéje lett. Jól kezdte a versenyt, de amikor meg akarta előzni Rio Haryantót, a műfüvön megcsúszott és visszaesett a 4. helyre, majd szabálytalan előzésért áthajtásos büntetést kapott és a 11. helyen fejezte be a versenyt. A sprint futamon a kavicságyban kötött ki és a 13. helyen ért célba, ami azt jelentette, hogy a bajnokságban vissza csúszott a 4. helyre. Monzában a 9. helyen végzett. A sprint futamon az első körben megsérült az első szárnya, a leszorító erő gyenge volt és a falnak csapódott a parabolikának, ami azt jelentette, hogy ez a második futama volt a szezonban, amelyen nem ért célba. Szingapúrban volt esélye az összetett 3. helyett megszereznie. A 3. helyről rajtolt, majd megelőzte Luca Filippit, de Max Chiltont már nem tudta megelőzni, de a leggyorsabb kör az ő nevéhez fűződött amellett, hogy 2. helyen végzett. A sprint futamon a 6. helyen végzett, ezzel megszerezve a bajnokságban a 3. helyett.

### Formula–1
2009-ben miután megnyerte a Formula BMW Európai szériáját, jutalma az volt, hogy decemberben a BMW Sauber Formula-1-es autóját vezethette. Annak ellenére, hogy a BMW kiszállt a Formula-1-ből, maradt a Sauber csapatánál mint megfigyelő 2010-re, ahol Pedro de la Rosát és Kamui Kobayashit, valamint Nick Heidfeldet figyelhette. Szeptember 10-én bejelentették, hogy a csapat teszt-és tartalék pilótája lett. 2010. november 16-án részt vett a fiatalok tesztjén Abu-Dzabiban, ahol a nap folyamán a 4. legjobb időt autózta, hat tizedmásodperccel maradt el Kobayashi időmérőn futott körétől.
A 2011-es kanadai nagydíjon majdnem debütálhatott, mivel Sergio Pérez a 2011-es monacói nagydíjon balesetet szenvedett. Mivel a csapat teszt- és tartalék pilótája volt, ezért neki kellett volna helyettesítenie, de mivel nem volt elegendő tapasztalata még, mivel nem vett részt még szabadedzéseken, így a csapat úgy döntött, hogy az egykori pilótájuk, Pedro de la Rosa helyettesíti Sergio Pérezt. Gutiérrez kijelentette, hogy készen áll a versenyzésre.
2012. október 26-án részt vett a 2012-es indiai nagydíj első szabadedzésén, miután betegség miatt Pérez nem tudta vállalni az indulást.

#### Első éve pilótaként
2012 novemberében bejelentették, hogy a 2013-as idényre a Sauber F1 pilótája lesz. Az évad első időmérő edzésén Ausztráliában a 18. rajthelyre kvalifikálta magát, ahonnan öt helyet előrelépve a 13. helyen ért célba a versenyen. A koreai nagydíjon a 9. rajtkockát sikerült megszereznie, ez volt a legjobb rajthelye a szezon folyamán. Bár rutinosabb csapattársa rendszerint jobban teljesített nála, a japán nagydíjon 7. helyen tudott célba érni, ezzel 6 pontot szerezve csapatának, továbbá kiérdemelve a legsikeresebb újonc címet 2013-ban. A szezon folyamán a többi futamon nem tudott pontszerző helyen célba érni, kétszer (Kínában és Mogyoródon) kiesett, illetve a kanadai nagydíjon sem ért célba, de mivel teljesítette a versenytáv 90%-át, a 20. pozícióba rangsorolták.

#### 2014
2013. december 21-én a Sauber bejelentette, hogy egy évre meghosszabbítja Gutiérrez szerződését, aki mellé a Force Indiához távozó Hülkenberg helyére a Force Indiától távozó német Adrian Sutilt igazolták le.

#### Ferrari (2015)
A Saubertől való elbocsájtása után a Ferrari fejlesztő- és szimulátoros pilótaként kezdett dolgozni.

#### 2016
2015. október 30-án a Haas F1 team bejelentette, hogy 2016-tól ő lesz a már korábban leigazolt Romain Grosjean csapattársa.

#### Mercedes (2018–)
2018-ra Gutiérrez csatlakozott a Mercedes csapatához fejlesztő- és szimulátoros pilótaként.

### IndyCar és Formula–E
2016 végén bejelentette, hogy szerződést bont a Haasal, a jövőbeli terveire hivatkozva.

## Eredményei

### Karrier összefoglaló
| Szezon  | Bajnokság                    | Csapat                | Verseny         | Győzelem        | Pole            | Leggyorsabb kör | Dobogó          | Pont            | Helyezés        |
| ------- | ---------------------------- | --------------------- | --------------- | --------------- | --------------- | --------------- | --------------- | --------------- | --------------- |
| 2007    | Formula BMW Amerika          | Team Autotecnica      | 14              | 4               | 9               | 2               | 8               | 436             | 2.              |
| 2007    | Formula BMW világ döntő      | Team Autotecnica      | 1               | 0               | 0               | 0               | 0               | –               | 25.             |
| 2007    | Formula BMW ADAC             | Esteban Gutiérrez     | 2               | 0               | 0               | 1               | 0               | 46              | 26.             |
| 2008    | Formula BMW Európa           | Josef Kaufmann Racing | 16              | 7               | 3               | 9               | 12              | 353             | 1.              |
| 2008    | Formula BMW világ döntő      | Josef Kaufmann Racing | 1               | 0               | 1               | 0               | 1               | –               | 3.              |
| 2008    | Német Formula–3-as bajnokság | Josef Kaufmann Racing | 2               | 0               | 0               | 0               | 0               | –               | HN†             |
| 2008    | International Formula Master | Trident Racing        | 2               | 0               | 0               | 0               | 1               | 8               | 19.             |
| 2009    | Formula–3 Euroseries         | ART Grand Prix        | 20              | 0               | 0               | 0               | 2               | 26              | 9.              |
| 2009    | Masters of Formula–3         | ART Grand Prix        | 1               | 0               | 0               | 0               | 0               | –               | 17.             |
| 2009    | Brit Formula–3-as bajnokság  | ART Grand Prix        | 4               | 0               | 0               | 1               | 1               | –               | HN†             |
| 2010    | GP3                          | ART Grand Prix        | 16              | 5               | 3               | 7               | 9               | 88              | 1.              |
| 2010    | Formula–3 Euroseries         | ART Grand Prix        | 2               | 0               | 0               | 0               | 0               | –               | HN†             |
| 2010    | Brit Formula–3-as bajnokság  | ART Grand Prix        | 3               | 0               | 0               | 0               | 0               | –               | HN†             |
| 2011    | GP2 Final                    | Lotus ART             | 2               | 0               | 0               | 0               | 0               | 2               | 8.              |
| 2011    | GP2                          | Lotus ART             | 18              | 1               | 0               | 1               | 2               | 15              | 13.             |
| 2011    | GP2 Asia Series              | Lotus ART             | 4               | 0               | 0               | 0               | 0               | 3               | 11.             |
| 2011    | Formula–1                    | Sauber F1 Team        | Tesztpilóta     | Tesztpilóta     | Tesztpilóta     | Tesztpilóta     | Tesztpilóta     | Tesztpilóta     | Tesztpilóta     |
| 2012    | GP2                          | Lotus GP              | 24              | 3               | 0               | 5               | 7               | 176             | 3.              |
| 2012    | Formula–1                    | Sauber F1 Team        | Tesztpilóta     | Tesztpilóta     | Tesztpilóta     | Tesztpilóta     | Tesztpilóta     | Tesztpilóta     | Tesztpilóta     |
| 2013    | Formula–1                    | Sauber F1 Team        | 19              | 0               | 0               | 1               | 0               | 6               | 16.             |
| 2014    | Formula–1                    | Sauber F1 Team        | 19              | 0               | 0               | 0               | 0               | 0               | 20.             |
| 2015    | Formula–1                    | Scuderia Ferrari      | Fejlesztőpilóta | Fejlesztőpilóta | Fejlesztőpilóta | Fejlesztőpilóta | Fejlesztőpilóta | Fejlesztőpilóta | Fejlesztőpilóta |
| 2016    | Formula–1                    | Haas F1 Team          | 21              | 0               | 0               | 0               | 0               | 0               | 21.             |
| 2016–17 | Formula–E                    | Techeetah             | 3               | 0               | 0               | 0               | 0               | 5               | 22.             |
| 2017    | IndyCar                      | Dale Coyne Racing     | 7               | 0               | 0               | 0               | 0               | 91              | 25.             |
| 2018    | Formula–1                    | Mercedes              | Fejlesztőpilóta | Fejlesztőpilóta | Fejlesztőpilóta | Fejlesztőpilóta | Fejlesztőpilóta | Fejlesztőpilóta | Fejlesztőpilóta |
| 2019    | Formula–1                    | Mercedes              | Fejlesztőpilóta | Fejlesztőpilóta | Fejlesztőpilóta | Fejlesztőpilóta | Fejlesztőpilóta | Fejlesztőpilóta | Fejlesztőpilóta |

### Teljes Formula–3 Euroseries eredménysorozata
(Táblázat értelmezése)

(Félkövér: pole-pozícióból indult; dőlt: leggyorsabb kört futott) 

| Év   | Csapat         | Kasztni          | Motor    | 1         | 2         | 3        | 4         | 5       | 6        | 7       | 8       | 9       | 10      | 11      | 12      | 13      | 14      | 15       | 16      | 17       | 18      | 19        | 20       | Helyezés | Pontok |
| ---- | -------------- | ---------------- | -------- | --------- | --------- | -------- | --------- | ------- | -------- | ------- | ------- | ------- | ------- | ------- | ------- | ------- | ------- | -------- | ------- | -------- | ------- | --------- | -------- | -------- | ------ |
| 2009 | ART Grand Prix | Dallara F308/070 | Mercedes | HOC1 1 16 | HOC1 2 Ki | LAU 1 24 | LAU 2 11  | NOR 1 4 | NOR 2 12 | ZAN 1 5 | ZAN 2 7 | OSC 1 9 | OSC 2 9 | NÜR 1 3 | NÜR 2 6 | BRH 1 7 | BRH 2 5 | CAT 1 Ki | CAT 2 9 | DIJ 1 12 | DIJ 2 3 | HOC2 1 11 | HOC2 2 6 | 9.       | 26     |
| 2010 | ART Grand Prix | Dallara F308/049 | Mercedes | LEC 1     | LEC 2     | HOC1 1 6 | HOC1 2 Ki | VAL 1   | VAL 2    | NOR 1   | NOR 2   | NÜR 1   | NÜR 2   | ZAN 1   | ZAN 2   | BRH 1   | BRH 2   | OSC 1    | OSC 2   | HOC2 1   | HOC2 2  |           |          | NC       | N/A    |

### Teljes GP3-as eredménysorozata
| Év   | Csapat         | 1         | 2         | 3         | 4         | 5         | 6         | 7         | 8         | 9         | 10        | 11        | 12        | 13         | 14        | 15        | 16         | Helyezés | Pontok |
| ---- | -------------- | --------- | --------- | --------- | --------- | --------- | --------- | --------- | --------- | --------- | --------- | --------- | --------- | ---------- | --------- | --------- | ---------- | -------- | ------ |
| 2010 | ART Grand Prix | ESP FEA 3 | ESP SPR 3 | TUR FEA 1 | TUR SPR 7 | VAL FEA 1 | VAL SPR 7 | GBR FEA 1 | GBR SPR 3 | GER FEA 4 | GER SPR 1 | HUN FEA 2 | HUN SPR 5 | BEL FEA 16 | BEL SPR 7 | ITA FEA 1 | ITA SPR Ki | 1.       | 88     |

### Teljes GP2-es eredménysorozata
(Táblázat értelmezése)

(Félkövér: pole-pozícióból indult; dőlt: leggyorsabb kört futott) 

| Év   | Csapat    | 1          | 2          | 3          | 4          | 5           | 6          | 7          | 8         | 9           | 10        | 11         | 12         | 13         | 14        | 15         | 16        | 17        | 18        | 19         | 20         | 21        | 22         | 23        | 24        | Helyezés | Pont |
| ---- | --------- | ---------- | ---------- | ---------- | ---------- | ----------- | ---------- | ---------- | --------- | ----------- | --------- | ---------- | ---------- | ---------- | --------- | ---------- | --------- | --------- | --------- | ---------- | ---------- | --------- | ---------- | --------- | --------- | -------- | ---- |
| 2011 | Lotus ART | TUR FEA Ki | TUR SPR 11 | ESP FEA Ki | ESP SPR 12 | MON FEA 12  | MON SPR Ni | VAL FEA 7  | VAL SPR 1 | GBR FEA 10  | GBR SPR 8 | GER FEA 12 | GER SPR Ki | HUN FEA Ki | HUN SPR 2 | BEL FEA 14 | BEL SPR 7 | ITA FEA 9 | ITA SPR 6 |            |            |           |            |           |           | 13.      | 15   |
| 2012 | Lotus GP  | MAL FEA 7  | MAL SPR 2  | BHR1 FEA 3 | BHR1 SPR 2 | BHR2 FEA 10 | BHR2 SPR 4 | ESP FEA 10 | ESP SPR 7 | MON FEA 23† | MON SPR 8 | VAL FEA 1  | VAL SPR Ki | GBR FEA 1  | GBR SPR 4 | GER FEA 10 | GER SPR 5 | HUN FEA 8 | HUN SPR 1 | BEL FEA 11 | BEL SPR 13 | ITA FEA 9 | ITA SPR Ki | SIN FEA 2 | SIN SPR 6 | 3.       | 176  |

† Kiesett, de a verseny 90%-át teljesítette, így teljesítményét értékelték.

### Teljes eredménysorozata a GP2 Asia Seriesben
(Táblázat értelmezése)

(Félkövér: pole-pozícióból indult; dőlt: leggyorsabb kört futott) 

| Év   | Csapat    | 1          | 2          | 3          | 4         | Helyezés | Pont |
| ---- | --------- | ---------- | ---------- | ---------- | --------- | -------- | ---- |
| 2011 | Lotus ART | UAE FEA Ki | UAE SPR Ki | ITA FEA 12 | ITA SPR 4 | 11.      | 3    |

### Teljes Formula–1-es eredménysorozata
(Táblázat értelmezése)

(Félkövér: pole-pozícióból indult; dőlt: leggyorsabb kört futott) 

| Év   | Csapat | 1      | 2      | 3      | 4      | 5      | 6      | 7       | 8      | 9      | 10     | 11     | 12     | 13     | 14     | 15     | 16     | 17     | 18     | 19     | 20     | 21     | Helyezés | Pont |
| ---- | ------ | ------ | ------ | ------ | ------ | ------ | ------ | ------- | ------ | ------ | ------ | ------ | ------ | ------ | ------ | ------ | ------ | ------ | ------ | ------ | ------ | ------ | -------- | ---- |
| 2012 | Sauber | AUS    | MAL    | CHN    | BHR    | ESP    | MON    | CAN     | EUR    | GBR    | GER    | HUN    | BEL    | ITA    | SIN    | JPN    | KOR    | IND Tp | UAE    | USA    | BRA    |        | –        | –    |
| 2013 | Sauber | AUS 13 | MAL 12 | CHN Ki | BHR 18 | ESP 11 | MON 13 | CAN 20† | GBR 14 | GER 14 | HUN Ki | BEL 14 | ITA 13 | SIN 12 | KOR 11 | JPN 7  | IND 15 | UAE 13 | USA 13 | BRA 12 |        |        | 16.      | 6    |
| 2014 | Sauber | AUS 12 | MAL Ki | BHR Ki | CHN 16 | ESP 16 | MON Ki | CAN 14† | AUT 19 | GBR Ki | GER 14 | HUN Ki | BEL 15 | ITA 20 | SIN Ki | JPN 13 | RUS 15 | USA 14 | BRA 14 | UAE 15 |        |        | 20.      | 0    |
| 2016 | Haas   | AUS Ki | BHR Ki | CHN 14 | RUS 17 | ESP 11 | MON 11 | CAN 13  | EUR 16 | AUT 11 | GBR 16 | HUN 13 | GER 11 | BEL 12 | ITA 13 | SIN 11 | MAL Ki | JPN 20 | USA Ki | MEX 19 | BRA Ki | UAE 12 | 21.      | 0    |

† A versenyt nem fejezte be, de helyezését értékelték, mert a versenytáv több, mint 90%-át teljesítette.
Megjegyzés: 2014-ben a szezonzáró nagydíjon dupla pontokat osztottak.

### Teljes Formula–E eredménylistája
| Év      | Csapat    | 1   | 2   | 3   | 4      | 5     | 6      | 7   | 8    | 9    | 10   | 11   | Helyezés | Pont |
| ------- | --------- | --- | --- | --- | ------ | ----- | ------ | --- | ---- | ---- | ---- | ---- | -------- | ---- |
| 2016–17 | Techeetah | HKG | MAR | BUE | MEX 10 | MON 8 | BER 11 | BER | NYC1 | NYC2 | MNT1 | MNT2 | 22.      | 5    |

### Teljes IndyCar eredménysorozata
| Év   | Csapat            | 1   | 2   | 3   | 4   | 5   | 6    | 7      | 8      | 9   | 10     | 11     | 12     | 13     | 14     | 15  | 16  | 17  | Helyezés | Pont |
| ---- | ----------------- | --- | --- | --- | --- | --- | ---- | ------ | ------ | --- | ------ | ------ | ------ | ------ | ------ | --- | --- | --- | -------- | ---- |
| 2017 | Dale Coyne Racing | STP | LBH | ALA | PHX | IMS | INDY | DET 19 | DET 14 | TXS | ROA 17 | IOW 13 | TOR 14 | MDO 20 | POC 22 | GTW | WGL | SNM | 25.      | 91   |